# Ficus sinociliata
Ficus sinociliata là một loài thực vật có hoa trong họ Moraceae. Loài này được Z.K.Zhou & M.G.Gilbert mô tả khoa học đầu tiên năm 2003.